# Xã Underwood, Quận Redwood, Minnesota
Xã Underwood (tiếng Anh: Underwood Township) là một xã thuộc quận Redwood, tiểu bang Minnesota, Hoa Kỳ. Năm 2010, dân số của xã này là 206 người.